# Stadt, Land, Kuss
Stadt, Land, Kuss (Originaltitel: Town & Country) ist eine US-amerikanische Filmkomödie von Peter Chelsom aus dem Jahr 2001. Die DVD erschien unter dem Titel City, Sex & Country.

## Handlung
Porter Stoddard ist ein wohlhabender Architekt. Er hat in New York City Häuser an der Park Avenue und in den Hamptons sowie eine Ferienhütte im Westen von Sun Valley. Er ist seit 25 Jahren mit der ebenso erfolgreichen Innendesignerin Ellie verheiratet, hat aber eine Affäre mit der Cellistin Alex.
Es gibt Schwierigkeiten in der Ehe ihrer besten Freunde. Mona Morris will die Scheidung von ihrem Ehemann Griffin.
Sie will nach Mississippi reisen, um ihr Zuhause aus ihrer Kindheit zu sehen. Ellie ist besorgt über Monas Depression und über den Zustand ihrer Ehe und findet, sie sollte nicht alleine sein. Sie bittet Porter, Mona in den Süden zu begleiten. Dort beginnen sie eine Affäre.
Porter und Griffin wollen selbst nach Sun Valley fliegen, um ihren Sorgen zu entfliehen. Porter beginnt eine weitere Affäre mit Eugenie Claybourne, einer verwöhnten Erbin, deren Vater keine Männer bei seiner Tochter will und immer seine Schrotflinte geladen hat.
Als Porter nach New York City zurückkehrt, verlässt ihn seine Frau.

## Entstehung und Veröffentlichung
Der Film wurde von New Line Cinema produziert. Gedreht wurde in Los Angeles (Kalifornien), East Hampton (New York), Beverly Hills (Kalifornien), New York City, (New York) und Sun Valley (Idaho).
Die Produktionskosten betrugen schätzungsweise 90 Millionen US-Dollar. Der Film spielte in den Kinos der USA 6,7 Millionen US-Dollar ein. Gemessen an den tatsächlichen Verlusten (neben Produktionskosten kommen noch Millionen an Werbeausgaben dazu) ist der Streifen damit einer der größten Flops der Filmgeschichte.

## Rezeption
Stadt, Land, Kuss erhielt ein schlechtes Presseecho, was sich auch in den Auswertungen US-amerikanischer Aggregatoren widerspiegelt. So erfasst Rotten Tomatoes größtenteils kritische Besprechungen und ordnet den Film dementsprechend als „Gammelig“ ein. Laut Metacritic fallen die Bewertungen im Mittel „Grundsätzlich Ablehnend“ aus.
Wesley Morris spottete in der San Francisco Chronicle, der Film sei nicht schlecht genug, um das Ende der Welt herbeizuführen. Er bezeichnete die Komödie als ein ‚neurotisches Festival‘ von Warren Beatty. Der Drehbuchautor Buck Henry versuche vergeblich, die lückenhaften Scherze zu kitten. Der Film wirke wie eine schlechte französische Sexfarce.
Rolf von der Reith lobte in TV Today 15/2001 die Darstellungen aber kritisierte das Drehbuch. Bärbel Pfannerer verglich den Film in TV Movie 15/2001 mit den Komödien von Woody Allen. Ihr Fazit: ‚Klasse!‘ Der Spiegel 28/2001 verglich den Film mit einer ‚Abrissvilla‘ und bezeichnete ihn als ein ‚Betthupferl für die Menopausen-Jahrgänge‘.
Charlton Heston erhielt im Jahr 2002 die Goldene Himbeere. Goldie Hawn wurde für ihre Rolle für die Goldene Himbeere nominiert, eine weitere Nominierung erhielten Peter Chelsom und Warren Beatty für die Regie.